# Santa Maria Imaculada no Esquilino (diaconia)
Santa Maria Imaculada no Esquilino (em latim: Sanctae Mariae Immaculatae em Esquiliis) é uma diaconia instituída em 28 de junho de 2018 pelo Papa Francisco. Sua igreja titular é Santa Maria Immacolata all'Esquilino.

## Titulares protetores
- Konrad Krajewski (2018 - atual)